# Anna Bodasińska
Anna Bodasińska (ur. 15 czerwca 1998 w Białej Podlaskiej) – polska siatkarka, grająca na pozycji libero.

## Sukcesy klubowe
Mistrzostwo I ligi:
- 2025[4]